# Sessuologo
Il sessuologo è lo specialista che si occupa di sessuologia nei diversi ambiti applicativi della ricerca e dell'attività clinica. In un'accezione generale il termine può indicare qualsiasi figura medico-scientifica che operi nell'area della sessualità umana e della salute sessuale come l'andrologo o il ginecologo ma anche il sociologo o l'antropologo del comportamento sessuale.
Tuttavia è consuetudine che il titolo di sessuologo sia utilizzato sia nel linguaggio comune sia in quello scientifico per indicare la figura professionale dello psicologo psicoterapeuta formalmente specializzato in sessuologia e più specificamente definito sessuologo clinico o psicosessuologo.

## Formazione
Come qualsiasi figura professionale, la formazione ed eventuale abilitazione (o esistenza di albi obbligatori) dipendono dalla legislazione di ogni nazione.

### Italia
Il sessuologo clinico è quindi prima di tutto uno psicologo specializzato e abilitato all'esercizio della psicoterapia dal proprio ordine professionale la cui attività è regolamentata dall'art.3 della l.56/89 (Ordinamento della professione di psicologo), che prevede il conseguimento di una specializzazione postuniversitaria in psicoterapia, presso una scuola di specializzazione pubblica (universitaria) o privata riconosciuta dal Ministero dell'Università.
La formazione post-universitaria in sessuologia clinica è integrativa dunque della specializzazione in psicoterapia e si svolge attraverso l'ulteriore frequentazione di una scuola quadriennale di perfezionamento alla quale si associa l'attività di supervisione e di psicoterapia didattica necessaria all'ottenimento della certificazione.
Le scuole di sessuologia clinica propongono la qualifica intermedia di consulente sessuale ottenibile attraverso un corso di formazione biennale.
Ad oggi il servizio sanitario nazionale non prevede l'istituzionalizzazione della figura professionale del sessuologo clinico e non è dunque possibile per l'utente consultare il sessuologo nell'ambito dei servizi ambulatoriali offerti dalla sanità pubblica ma esclusivamente nell'ambito privato della libera professione.

## Competenze
Oltre alle specifiche competenze riguardanti la dimensione psicologica e relazionale della sessualità, il sessuologo clinico necessita di un'adeguata conoscenza degli aspetti anatomici, fisiologici e fisiopatologici della risposta sessuale normale e delle sue possibili disfunzionalità.. Tale approfondimento è motivato sia dall'utilità di un inquadramento completo e multifattoriale dell'oggetto del suo intervento, sia dal frequente lavoro di équipe con figure mediche nella diagnosi e nel trattamento di numerose problematiche sessuali. le specifiche competenze del sessuologo clinico vi è la conduzione della terapia Sessuale (o Sex Therapy) che rappresenta un approccio terapeutico per il superamento delle disfunzioni sessuali basato sui principi della psicoterapia cognitivo-comportamentale sviluppati dalla moderna sessuologia per un trattamento psicoterapeutico centrato sulla soluzione della sintomatologia sessuale nel breve periodo..
La Sex Therapy prevede il suggerimento all'individuo e/o alla coppia di specifici momenti esperienziali (mansioni sessuali) da vivere nel privato, al di fuori delle sedute, utili ad una rielaborazione pratica degli schemi emotivi e comportamentali alla base del problema sessuale. L'approccio terapeutico che caratterizza la moderna sessuologia fa riferimento ad un modello integrato che associa tecniche e principi propri di diversi modelli psicoterapeutici tradizionali che, oltre alla già citata psicoterapia cognitivo-comportamentale, comprendono la psicoterapia breve strategica, la psicodinamica, l'approccio sistemico-relazionale, l'ipnosi clinica, il training autogeno e le psicoterapie ad integrazione corporea.